# Beta-karoten 3-hidroksilaza
Beta-karoten 3-hidroksilaza (EC 1.14.13.129, beta-karotenska 3,3'-monooksigenaza, CrtZ) je enzim sa sistematskim imenom beta-karoten,NADH:kiseonik 3-oksidoreduktaza. Ovaj enzim katalizuje sledeću hemijsku reakciju
beta-karoten + 2 NADH + 2 H+ + 2 O2 {\displaystyle \rightleftharpoons } zeaksantin + 2 NAD+ + 22O
(sveukupna reakcija)
(1a) beta-karoten + NADH + H+ + O2 {\displaystyle \rightleftharpoons } beta-kriptoksantin + + + 2O
(1b) beta-kriptoksantin + NADH + H+ + O2 {\displaystyle \rightleftharpoons } zeaksantin + + + 2O
Za rado ovog enzima je neophodan feredoksin i Fe(II). On takođe deluje on druge karotenoide sa beta-krajnjom grupom.

## Literatura
- Nicholas C. Price; Lewis Stevens (1999). Fundamentals of Enzymology: The Cell and Molecular Biology of Catalytic Proteins (Third изд.). USA: Oxford University Press. ISBN 019850229X.
- Eric J. Toone (2006). Advances in Enzymology and Related Areas of Molecular Biology, Protein Evolution (Volume 75 изд.). Wiley-Interscience. ISBN 0471205036.
- Branden C; Tooze J. Introduction to Protein Structure. New York, NY: Garland Publishing. ISBN 0-8153-2305-0.
- Irwin H. Segel. Enzyme Kinetics: Behavior and Analysis of Rapid Equilibrium and Steady-State Enzyme Systems (Book 44 изд.). Wiley Classics Library. ISBN 0471303097.

## Spoljašnje veze
- Beta-carotene+3-hydroxylase на 